# Xanthorhoe alticola
Xanthorhoe alticola är en fjärilsart som beskrevs av Aurivillius 1925. Xanthorhoe alticola ingår i släktet Xanthorhoe och familjen mätare. Inga underarter finns listade i Catalogue of Life.